# Wertheimer Ede
Monori Wertheimer Ede vagy németesen Eduard von Wertheimer (Pest, 1848. június 2. – Berlin, 1930. december 26.) történész, publicista, a Magyar Tudományos Akadémia rendes tagja. Fő kutatási területe a Habsburg Birodalom és az Osztrák–Magyar Monarchia belpolitikájának és külkapcsolatainak vizsgálata volt, legjelentősebb munkája Andrássy Gyula-monográfiája.

## Életútja
Wertheimer Fülöp kereskedő és Trebitsch Karolina fia. Középiskoláit Pesten fejezte be. A Pesti Egyetemen kezdte meg felsőfokú tanulmányait, majd 1866–1867-ben a bécsi, 1867–1869-ben a berlini egyetemen folytatta tanulmányait. Ezt követően évekig az Osztrák Történetkutató Intézetben (Institut für Österreischische Geschichtsforschung) képezte tovább magát. 1876-ban egyetemes történelemből magántanárrá habilitált a Kolozsvári Tudományegyetemen. 1877-től a nagyszebeni, 1885-től a kolozsvári, 1886-tól pedig a pozsonyi jogakadémián volt a történelem rendes tanára. 1914-ben nyugalomba vonult, érdemei elismeréseképpen udvari tanácsossá nevezték ki, és Bécsbe, majd 1925 körül Berlinbe költözött.

## Munkássága
Wertheimer fő kutatási területe a Habsburg Birodalom és Magyarország, valamint Franciaország 18–19. századi politikája és diplomáciatörténete volt. Pályája korai szakaszában még a korábbi évszázadok köztörténeti vonatkozásai foglalkoztatták, így például behatóan vizsgálta I. Miksa 1565–1566. évi törökellenes harcait. De már ekkor megmutatkozott a dinasztikus és diplomáciai kapcsolatok iránti érdeklődése, amikor több nagy lélegzetű tanulmányban elemezte I. Erzsébet angol királynő Angliája és a korabeli Habsburg Birodalom közötti politikai, dinasztikus és vallási kapcsolatokat (1876–1879).
Az 1880-as évektől érdeklődése már határozottan a 18–19. századi Habsburg Birodalom diplomáciatörténete felé fordult. Kutatásaiban feltárta az európai nagyhatalmak 1787–17980 közötti közeledését egy törökellenes szövetség reményében (1880), II. József és a porosz II. (Nagy) Frigyes kapcsolatának részleteit (1883), a napóleoni Franciaország ellen összefogó második koalíció történetét, valamint a napóleoni háborúk 1809. évi hadtörténeti vonatkozásait és lezárulását (1889). Ugyanebben az időszakban készült el az 1800-as évtizedbeli Habsburg Birodalom és Magyarország történetének nagymonográfiájával, amely magyarul és németül egyaránt megjelent (1890).
Az elkövetkező időszakban folytatott kutatásai szintén a 18–19. századforduló körüli történeti eseményekre irányultak. Jelentősebb eredményei közé tartozik I. Ferenc birodalomerősítő dinasztikus kapcsolatairól írott tanulmánya első három – Erzsébet Vilmával, Mária Teréziával és Mária Ludovikával kötött – házasságán keresztül (1893), behatóan foglalkozott a napóleoni premier empire 1814–1815-ös bukásával (1897) és a kisded II. Napóleon uralkodásával (1902), valamint az 1813. évi tiroli forradalmi mozgalmakkal (1904).
Ezt követően készült el élete fő művével, melynek témája időben is közelebb állt saját korához: Andrássy Gyula életéről és politikai tevékenységéről, történelmi szerepéről írt nagymonográfiájával (1910–1913). Munkájáért 1914-ben elnyerte az MTA Szilágyi-alapítványának díját. Nyugdíjas éveiben előbb az európai békekonferenciák és békeszerződések 19–20. századi történetét tekintette át (1917), majd Kossuth Lajos amerikai útjáról (1925), illetve a törökországi Kossuth-emigrációról (1928) írott tanulmányaival keltett feltűnést.
Több évtizeden keresztül munkatársa volt hazai német nyelvű napilapoknak, a Pester Lloydnak és a Neue Freie Pressének. Szakcikkei főként a Historische Zeitschrift, a Századok  és a Budapesti Szemle című lapokban jelentek meg.

### Társasági tagságai és elismerései
1900-ban a Magyar Tudományos Akadémia levelező, 1926-ban rendes tagjává választották. Az uralkodó 1906-ban nemességgel tüntette ki és a „monori” nemesi előnévvel ruházta fel.

### Főbb művei
- Házasság-tervezés Erzsébet Anglia királynője és Károly osztrák főherczeg között : 1550–1561. Budapest: Magyar Tudományos Akadémia. 1876.
- Erzsébet Anglia királynője és Ausztria 1563–68 : adat a XVI. század vallási történelméhez. Budapest: Magyar Tudományos Akadémia. 1879.
- A tervezett négyes szövetség Ausztria-, Orosz-, Franczia- és Spanyolország közt. 1787–1790: Adalék Ausztria keleti politikájához. Budapest: Akadémia. 1880.  = Értekezések A Történeti Tudományok Köréből IX. 1,   Online
- Francziaország magatartása II. József császárnak II. Frigyes porosz királylyal történt találkozásaival szemben. Budapest: Magyar Tudományos Akadémia. 1883.
- Geschichte Oesterreichs und Ungarns im ersten Jahrzehnt des XIX. Jahrhunderts I–II. Leipzig: Duncker; (hely nélkül): Humblot. 1884–1890.
- Ausztria és Magyarország a tizenkilencedik század első tizedében I–II. Budapest: Ráth. 1890.
- Die drei ersten Frauen des Kaisers Franz. Leipzig: Duncker; (hely nélkül): Humblot. 1893.
- Die Verbannten des ersten Kaiserreichs: Louis Bonaparte, Jérome etc. Leipzig: Duncker; (hely nélkül): Humblot. 1897.
- Der Herzog von Reichstadt: Ein Lebensbild. Stuttgart; Berlin: Cotta. 1902.
- Die Revolutionierung Tirols im Jahre 1813 I–II. Berlin: Paetel. 1904.
- Gróf Andrássy Gyula élete és kora I–III. Budapest: Magyar Tudományos Akadémia. 1910–1913.
- Friedenskongresse und Friedensschlüsse im XIX. und XX. Jahrhundert. Berlin: Ullstein. 1917.
- Békekongresszusok és békeszerződések a XIX. és XX. században. Budapest: Athenaeum. 1918.
- Bismarck im politischen Kampf. Berlin: Hobbing. 1930.